# Colegas
Colegas és una pel·lícula dramàtica espanyola dirigida per Eloy de la Iglesia en 1982. En ella torna a retratar polèmics temes habituals en la seva filmografia com l'atur, la droga, la delinqüència, l'homosexualitat o el tràfic de nadons. Així i tot, aquesta pel·lícula no és, ni de bon tros, la més realista de la seva filmografia. Pel·lícules com El pico o El pico 2 són pel·lícules molt més dures de veure. Feta amb un pressupost baix i sense actors professionals, va ser atacada per la crítica, però va tenir èxit comercial.

## Sinopsi
Antonio (Antonio Flores) i Rosario (Rosario Flores) són dos germans que viuen a la perifèria de Madrid. Juntament amb José (José Luis Manzano), amic d'Antonio i promès de Rosario, han d'enfrontar-se diàriament a la dificultat de trobar una ocupació donat el seu humil origen.
Sempre embullats amb les drogues la situació es complica quan José deixa embarassada Rosario, que no vol dir res als seus pares, ja que aquests no veuen amb bons ulls la relació de parella que manté amb José. Junts decideixen que el millor és avortar i per a això li demanen ajuda a Antonio. El problema és que no tenen diners i hauran d'aconseguir-ho ràpidament.
En aquest moment comencen una sèrie de desventures, i, aconsellats per un amic, Antonio i José decideixen prostituir-se en una sauna. Així i tot no aconsegueixen els diners i es posen en contacte amb un traficant de drogues, Rogelio (Enrique San Francisco), que els proposa un teball a canvi d'una suculenta suma de diners. Inconscients de l'embolic en el qual es fiquen i pensant que la tasca és fàcil de dur a terme, José i Antonio accepten l'oferta.

## Repartiment
- José Luis Manzano – José
- Antonio Flores – Antonio
- Rosario Flores – Rosario
- Enrique San Francisco – Rogelio
- José Manuel Cervino – Esteban
- José Luis Fernández Eguia – Pirri
- Antonio B. Pineiro – Tatuado
- Queta Ariel – Herminia
- Francisco Casares – Pare d'Antonio
- Isabel Perales – Mare de José
- Ricardo Márquez – Sebas